# Dumb Shit
"Dumb Shit" ("Dumb S**t" na versão censurada) é uma canção do cantor de R&B estadunidense Tyrese Gibson com a participação do rapper Snoop Dogg. Foi lançado em 10 de março de 2015, como primeiro single para seu sexto álbum de estúdio Black Rose.

## Musica vídeo
O videoclipe tem as participações de Snoop e Wiz Khalifa.

## Faixas e formatos
- Download digital[3]

1. "Dumb Shit" (explict) (com Snoop Dogg) — 5:05

## Desempenho nas paradas
| Paradas (2015)                                    | Melhor posição |
| ------------------------------------------------- | -------------- |
| Estados Unidos (Billboard Mainstream R&B/Hip-Hop) | 38             |